# 実質臓器
実質臓器（じっしつぞうき、solid organs）とは、病理診断学的な記載に用いられる解剖用語である。別名（同義語）として充実性臓器や固形臓器とも称される。胃や腸など割面の性状が空洞である管腔臓器に対する概念である。

## 概要
実質臓器は、肉眼的の臓器形態と臓器単位が明らかで、割面の性状が充実性（中身が詰まっていて固形）の臓器を指す。
器官系統別に具体的な臓器を挙げれば、
- 中枢神経系：大脳、小脳、脳幹部
- 内分泌腺：下垂体、甲状腺、副腎
- 消化器：唾液腺（耳下腺、顎下腺）、膵臓、肝臓
- 尿路生殖器：腎臓、性腺（卵巣、睾丸）
- 免疫器官：胸腺、脾臓、リンパ節
- 骨格・運動器：骨、横紋筋
- 感覚器：眼球